# HI-Park
HI-Park er et erhvervsområde mellem Herning og Ikast. Området ligger tæt ved Herning-Ikast Transportcenter og ved Herningmotorvejen mellem Herning og Aarhus.
|  | Denne artikel om lokaliteten HI-Park kan blive bedre, hvis der indsættes et (bedre) billede. Du kan hjælpe ved at afsøge Wikimedia Commons for et passende billede eller lægge et op på Wikimedia Commons med en af de tilladte licenser og indsætte det i artiklen. |

56°8′7.73″N 9°6′1.17″Ø / 56.1354806°N 9.1003250°Ø